# Templo de Cibele (Palatino)

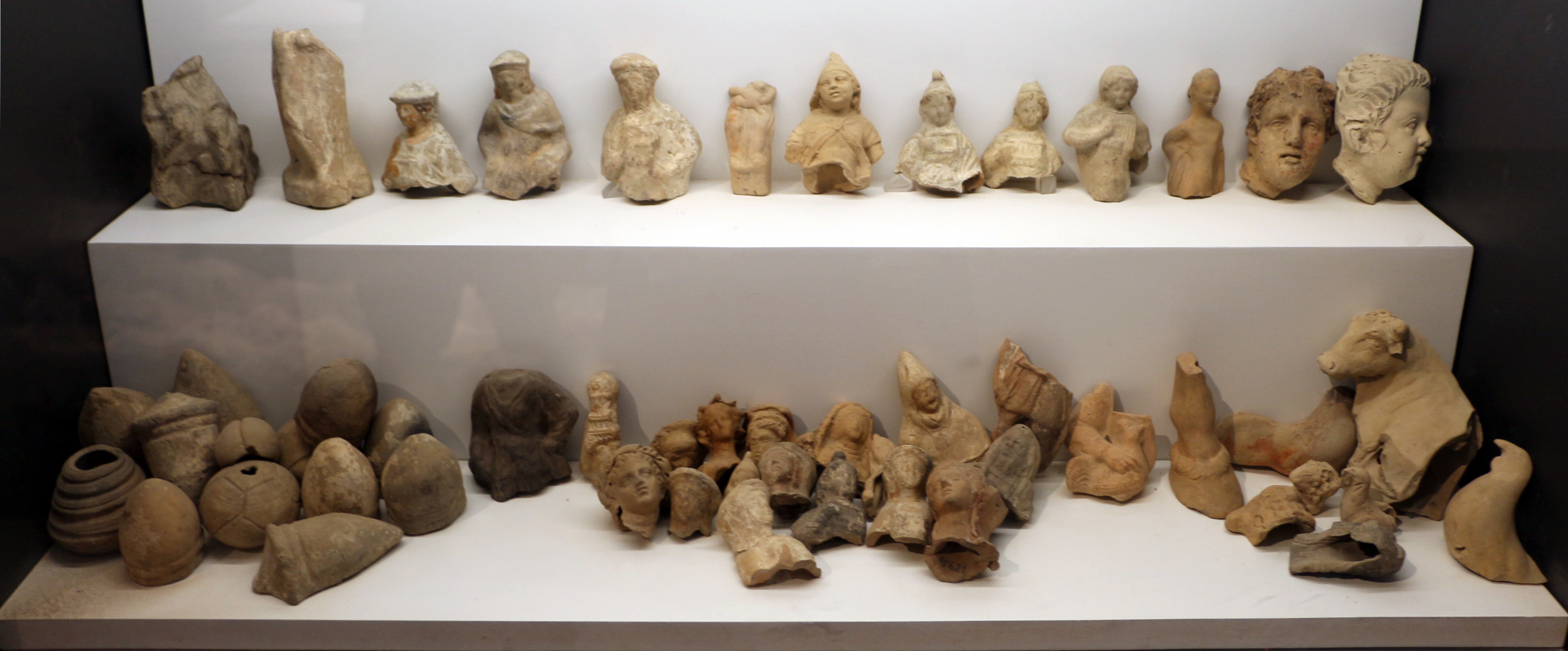
Ex voto, 210-100 a.C.

O Templo de Cibele ou Templo de Magna Mater foi o primeiro e mais importante templo de Roma para a Magna Mater ("Grande Mãe"), que era conhecida para os gregos como Cibele. Foi construído para abrigar uma imagem particular ou forma da deusa, uma pedra meteórica trazida da Ásia Menor grega para Roma em 204 a.C. ao pedido de um oráculo e temporariamente abrigado no templo Palatino da deusa da Vitória. O novo templo foi dedicado em 11 de abril de 191 a.C., e o primeiro festival Megalésia de Magna Mater foi realizado no proscênio do templo.

## Localização
O templo estava situado na alta encosta ocidental do Palatino, com vista para o vale do Circo Máximo e de frente para o templo de Ceres, nas encostas do Aventino. O acesso era feito por meio de uma longa escadaria ascendente a partir da área plana ou proscênio abaixo, onde os festivais de jogos e peças teatrais da deusa eram encenados. O altar da deusa era visível tanto do proscênio quanto do interior do templo. O templo original queimou em 111 a.C. e foi restaurado por um certo Metelo, possivelmente Caio Cecílio Metelo Caprário. Ele queimou em mais duas ocasiões no início da era imperial e foi restaurado em todas as ocasiões por Augusto; sua segunda reconstrução foi provavelmente a mais suntuosa das duas, e permaneceu em uso até o século IV.
O templo de Cibele no Palatino foi destruído em 394 d.C. sob as ordens do imperador Teodósio I.

## História
A construção de um santuário dedicado a Cibele é decidida após a consulta da Sibila ao momento da Segunda Guerra Púnica contra Cartago, em 204 a.C. A divindade, representada por um betilo de pedra negra, foi trazida para Roma a partir de Pessino, na Ásia Menor. A construção começou em 203 a.C. e o templo foi dedicado em 11 de abril de 191 a.C. pelo pretor Marco Júnio Bruto. Em essa ocasião são instituídos os Ludos Megalenses que são celebrados em frente ao templo.
O edifício foi destruído por um incêndio em 111 a.C. e restaurado por Caio Cecílio Metelo Caprário, cônsul em 109 a.C.
O templo foi novamente danificado pelas chamas em 3 d.C. Augusto manifestou seu compromisso ao culto de Cibele, ele restaurou o templo e permitiu que sua esposa Lívia se assimilasse à deusa.

## Descrição
O templo é representado em fragmentos de um relevo proveniente do Arco Novo. Esses fragmentos foram reutilizados, modificados e inseridos na fachada da Villa Medici que dá para o jardim. O templo é representado como sendo hexastilo de ordem coríntia em um alto do pódio. O templo aparece em dois fragmentos, mas durante sua recuperação, os dois fragmentos foram separados e o Templo de Magna Mater foi transformado em dois templos distintos, erros de perspectiva durante a recuperação são visíveis.
O templo tinha 33.18 metros de profundidade, e sua fachada 17.10 metros de largura, acessado por degraus da mesma largura. Foi construído no prostilo hexastilo de ordem coríntia. O conjunto era apoiado por um maciçamente emparedado, pórtico irregular de estuque enfrentado, densamente morta tufa e peperino. Uma moeda de Faustina, a Maior é pensada para mostrar o mesmo templo, com telhado curvado e um lance de degraus. No topo dos degraus estava uma estátua de Cibele entronada, com uma coroa de torres e atendentes leões. Isto é consiste com uma colossal, estátua fragmentária da deusa, encontrada dentro dos precintos do templo. A pedra meteórica da deusa pode ter sido mantida em um pedestal dentro da cela do templo; ou incorporada no rosto de uma estátua e colocada em um frontão. Esta pedra era conhecida como acus Matris Deum ou agulha de Cibele, descrita por Sérvio como sendo de "formato cônico, de cor marrom escuro", com aparência de rocha derretida e pontiaguda. Este acus é identificado por Sérvio como uma pignora imperii, um dos sete objetos sagrados que mantinham o governo imperial.
O frontão do templo é mostrado no relevo Ara Pietatis, qual representa Magna Mater em modo anicônico; seu trono vazio e coroa são flanqueadas por duas figuras de Attis reclinando em timpanões; e por dois leões que comem de tigelas, como se domados pela presença invisível da deusa.
A pedra negra trazida de Pessino foi incorporada em uma estátua de prata da deusa. Ela pode ter sido movida para o Templo de Heliogábalo no Palatino pelo imperador Heliogábalo.
O templo permaneceu em uso até o final do século IV. Foi destruído em 394 d.C., por ordem do imperador Teodósio I durante a perseguição aos pagãos no final do Império Romano.